# 35268 Panoramix
35268 Panoramix este o planetă minoră (asteroid), cu un diametru de 2,029 km, din centura de asteroizi. A fost descoperită pe 19 august 1996 la Observatorul Kleť de Miloš Tichý⁠(d) și a fost numită după Getafix⁠(d). 
Obiectul prezintă o orbită caracterizată de o semiaxă mare de 2,3721461 UAi, o excentricitate de 0,1, o înclinație de 4,79773 ° în raport cu ecliptica.